# Oasia Downtown

L'Oasia Downtown est un gratte-ciel de 191 mètres pour 27 étages construit en 2016 à Singapour. Il abrite un hôtel. Sa façade est végétalisée. 